# 大隈信幸
大隈 信幸（おおくま のぶゆき、1910年5月20日 - 2004年2月28日）は、日本の政治家、外交官、華族（侯爵）。
貴族院議員、参議院議員（1期）、コロンビア駐箚特命全権大使、ガーナ駐箚特命全権大使などを歴任した。

## 来歴

### 生い立ち
東京帝国大学の経済学部に入学し、1935年に卒業した。1947年、父である大隈信常の死去にともない、爵位を襲爵し侯爵となった。

### 政界での活動
1947年2月に貴族院議員に就任したが、日本国憲法施行により貴族院が廃止されたため、3か月弱で貴族院議員としての地位を失った。また、同年4月に行われた第1回参議院議員通常選挙に全国区から立候補し、当選を果たした。参議院では民主クラブに所属した。任期満了まで2か月あまりを残し、1953年4月に議員を辞職した。以降は政界での積極的な活動は行わず、再び国会議員になることはなかった。

### 官界での活動
1953年に参議院議員を辞職すると、同年に外務省に入省した。外務省では外交官として活躍し、ウルグアイ駐箚公使、コロンビア駐箚特命全権大使、ガーナ駐箚特命全権大使を歴任した。

### 官界引退後
外交官を退くと、早稲田大学名誉顧問、早稲田大学校賓、早稲田実業学校名誉校長、早稲田高等学校名誉校長などの各種名誉職に就いた。2004年2月に死去、早稲田大学大隈講堂にて大学葬が行われた。

## 栄典
- 1944年（昭和19年）7月1日 - 従四位[1]

## 家族・親族
華族大隈侯爵家の出身で、首相を務めた大隈重信を祖父（名目上は義祖父、実際は血縁上も祖父）に持つ。父は松浦家出身で養子のため重信との血縁はない。母は重信の後妻・綾子の姪ということになっているが、実際には重信が女中に産ませた子である。父の信常も貴族院議員を務めた。妻は立憲政友会正統派総裁を務めた久原房之助の三女。

### 大隈家
- 祖父：大隈重信（旧佐賀藩士、侯爵、政治家、教育者）
- 養祖母：大隈綾子（重信の後妻）
- 父：大隈信常（政治家、実業家、大隈重信の養嗣子）
- 母：大隈光子（綾子の兄・三枝守富の三女、実際には大隈重信が女中に産ませた子）
- 妹：広沢豊子（広沢金次郎の息子広沢真吾の妻）
- 伯母：大隈熊子（大隈重信と先妻の実子、南部利剛の次男の英麿を婿養子に迎えたが離婚）
- 妻：大隈馨子（久原房之助の三女）(1916年生[3])
- 長女：大隈和子　(1940年生[3])
  - 孫　里砂-ライター[4][注 1]。
- 次女：治子　(1943年生[3])
- 三女：明子(1945年生[3])

信幸がウルグアイ大使時代、娘の同級生にルシア・トポランスキー（ホセ・ムヒカの妻でウルグアイ副大統領）がおり、親しくしていた、なお趣味はスポーツ将棋。

### 松浦家
- 祖父：松浦詮（旧平戸藩主、伯爵、政治家、茶人）
- 伯父：松浦厚（伯爵、政治家、茶人、漢詩人）
- 伯父：稲葉正縄（子爵、宮中顧問官）
- 伯父：佐竹義準（男爵、陸軍軍人、政治家）
- 叔父：本多正復（子爵、宮中顧問官）
- 叔父：井上勝純（子爵、海軍軍人、政治家）